# Rijn en Gouwe
Het Dagblad van Rijn en Gouwe, kortweg Rijn en Gouwe, was een regionaal dagblad in het oostelijk deel van het Groene Hart, meer precies tussen Gouda, Woerden en Alphen aan den Rijn.
Per 1 september 2005 is de krant opgegaan in het Algemeen Dagblad, als AD Groene Hart, de krant waar het al kopblad van was sinds 1952.
Van eind 1947 tot 1950 had de Rijn en Gouwe een eigen kopblad, Het Vrije Woord, dat door concurrentie van de Woerdense Courant ophield te bestaan.